# 科爾法克斯鎮區 (密蘇里州迪卡爾布縣)
科爾法克斯鎮區（英語：Colfax Township）是位於美國密蘇里州迪卡爾布縣的一個行政鎮區。

## 地方資料
科爾法克斯鎮區的面積為110.38平方千米，當中陸地面積為108.30平方千米，而水域面積為2.08平方千米。根據2020年美國人口普查的數據，當地共有人口634人，而人口密度為每平方千米5.74人。